# Nikenike Vurobaravu
Nikenike Vurobaravu – vanuacki polityk i dyplomata, od 2022 prezydent Vanuatu.
Pełnił liczne funkcje w administracji rządowej, w tym Wysokiego Komisarza na Fidżi. W lipcu 2022 wybrany na prezydenta kraju w ósmej turze głosowań. Członek partii Vanua'aku Pati.